# ルノー・アルティカ
ルノー・アルティカ（Renault Altica）は、ルノーによって作られたコンセプトカーである。2006年ジュネーヴ国際モーターショーで初披露された。車体形状は3ドア、4シーターシューティングブレーク。荷室容量は1,300リットル、乗員数は4名で、バタフライドアを備える。

## 性能

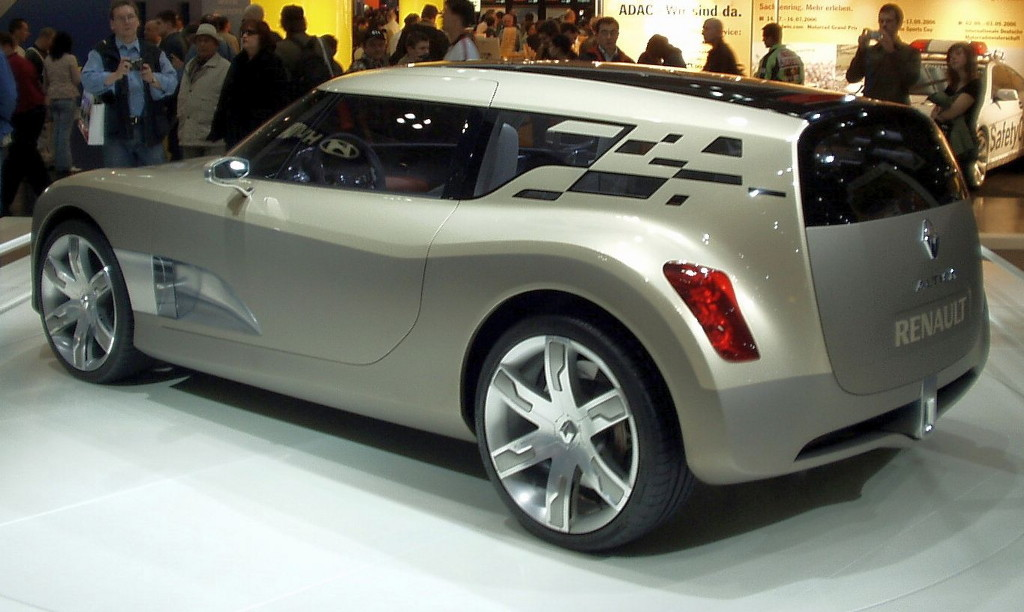
ルノー・アルティカの後部

CO2排出量は140 kg/kmとこのクラスでは低いものの、0-97 km/hを7.5秒で加速でき、2.0リットルディーゼルエンジンは最大出力177 bhp (132 kW; 179 PS)、最高トルク380 N⋅m (280 lb⋅ft)を発揮する。
「Synthetic Jet」は、ルーフの最後端に位置する幅2 mmの細長い穴から構成される特許空力装置である。この穴を通して空気が交互に吸われたり吹き飛ばされたりすることで、車両の速度に依存して空気の分離が制御される。128.7 km/hでは、Synthetic Jetが 車両のcd値が15%低減し、燃費が改善する、と主張されている。